# Chiropterotriton orculus
Chiropterotriton orculus är en groddjursart som först beskrevs av Cope 1865.  Chiropterotriton orculus ingår i släktet Chiropterotriton och familjen lunglösa salamandrar. IUCN kategoriserar arten globalt som sårbar. Inga underarter finns listade i Catalogue of Life.